# Departamento de Polícia de Dallas
O Departamento de Polícia de Dallas (em inglês:  Dallas Police Department), criado em 1881, é a principal agência policial que atende a cidade de Dallas, Texas.

## Organização
O departamento é chefiado por um chefe de polícia que é nomeado pelo gestor municipal que, por sua vez, é contratado pelo Conselho Municipal de Dallas. O gestor municipal não é um funcionário eleito.
A responsabilidade primária pelas chamadas para o serviço policial são sete divisões de operações baseadas em subdivisões geográficas da cidade. Cada divisão de operações é comandada por um vice-chefe de polícia. As divisões são designadas Central, Nordeste, Sudeste, Centro-Sul, Sudoeste, Noroeste e Centro-Norte e operam a partir de instalações que são chamadas de subestações. A área geográfica de cada divisão de operações é subdividida em setores que são compostos de rondas, cada uma das quais é normalmente patrulhada por um policial uniformizado ou policiais em um carro de polícia. As chamadas para o serviço são recebidas principalmente através do sistema 9-1-1 da cidade, que é atendido por um centro de comunicações de emergência operado pela cidade. Cada subestação também tem uma unidade investigativa com detetives que são designados para casos de roubo e furto que são cometidos dentro da área coberta por sua divisão.
Outros crimes são investigados por unidades investigativas especializadas, incluindo o Esquadrão de Abuso Infantil, o Esquadrão de Violência Familiar, a Divisão de Narcóticos, as Unidades de Roubo, Agressão e Homicídio do CAPERS [Crimes Against Persons], o Esquadrão de Falsificação e uma Equipe de Crimes Cibernéticos.
Uma Divisão Tática especializada inclui uma Unidade de Operações SWAT, Unidade Montada, Unidade Canina, Unidade de Helicópteros e um Esquadrão de Artilharia Explosiva. A Unidade de Operações SWAT foi apresentada em um reality show para a A&E Network em 2006, intitulado "Dallas SWAT".
Os policiais geralmente estão armados com uma SIG Sauer P226, geralmente de 9mm, e alguns com .357 SIG como arma secundária, mas alguns policiais carregam pistolas Glock.

## História
O primeiro Chefe de Polícia, J. C. Arnold, foi eleito em 1881.
Durante o apogeu da Ku Klux Klan em Dallas na década de 1920, um número considerável de DPD eram membros da KKK, incluindo comissários de polícia e chefes de polícia. Uma lista de membros inclui pelo menos 106 policiais de Dallas, que na época representava a maioria do departamento de polícia. Durante esse período, o DPD não protegeu a comunidade não branca em Dallas e não perseguiu casos envolvendo violência racial contra negros.
Em novembro de 2021, a Distributed Denial of Secrets divulgou 1,8 terabytes de imagens de vigilância de helicópteros da polícia do Departamento de Polícia de Dallas e da Patrulha Estadual da Geórgia. De acordo com a Wired, as imagens mostravam helicópteros capturando tudo, desde carros enfileirados em um drive-thru, e pessoas paradas em seus quintais e na rua. O grupo de defesa sem fins lucrativos Fight for the Future chamou o vazamento de "um exemplo cristalino de por que a vigilância em massa torna nossa sociedade menos segura, não mais segura."

### Mortes em serviço
De acordo com a Officer Down Memorial Page, entre 1892 e 2016, 84 membros do Departamento de Polícia de Dallas morreram no cumprimento do dever. O caso mais conhecido foi o assassinato do policial J. D. Tippit por Lee Harvey Oswald, aproximadamente 40 minutos depois de Oswald ter baleado o presidente John F. Kennedy, em 22 de novembro de 1963.
Outras mortes notáveis incluem o assassinato do policial Robert W. Wood em 28 de novembro de 1976, que mais tarde foi examinado no documentário The Thin Blue Line, de Errol Morris. Além disso, o cabo sênior Victor Lozada, um policial de motocicleta na Divisão de Tráfego, foi morto em 22 de fevereiro de 2008, enquanto servia como parte de uma escolta para a comitiva da senadora Hillary Clinton perto do centro de Dallas para um evento da campanha presidencial; o funeral do cabo sênior Lozada foi assistido por mais de 4.500 policiais, bem como pela senadora Clinton. Em 6 de janeiro de 2009, o cabo sênior Norman Smith, um veterano de 18 anos, foi baleado e morto enquanto tentava cumprir um mandado de prisão.
Os disparos contra policiais de Dallas em 2016 são o incidente mais mortal para policiais nos EUA desde os ataques de 11 de setembro de 2001. Em 7 de julho de 2016, Micah Xavier Johnson emboscou e atirou contra um grupo de policiais do Departamento de Polícia de Dallas (DPD) e do Dallas Area Rapid Transit (DART), matando cinco policiais e ferindo outros nove. Dois civis também ficaram feridos. O tiroteio aconteceu no final de um protesto contra os assassinatos de Alton Sterling pela polícia em Baton Rouge, Luisiana, e Philando Castile em Falcon Heights, Minnesota.

## Estrutura de patentes e insígnias
| Patente                    | Insígnia |
| -------------------------- | -------- |
| Chefe                      |          |
| Chefe Assistente Executivo |          |
| Chefe Assistente           |          |
| Chefe Adjunto              |          |
| Major                      |          |
| Capitão                    |          |
| Tenente                    |          |
| Sargento                   |          |
| Cabo Sênior                |          |
| Policial                   |          |

Os membros do departamento que são capitães e abaixo são protegidos pelo sistema de serviço público da cidade com promoção com base nos resultados de exames competitivos. Cabos seniores geralmente são oficiais que servem como oficiais de treinamento de campo na Divisão de Patrulha ou que servem como detetives em uma das unidades investigativas do departamento. O posto de capitão não está em uso desde 1992, no entanto, aqueles que eram capitães foram autorizados a mantê-lo, bem como aqueles que foram rebaixados de qualquer posição de chefe, pois os chefes, uma vez rebaixados, devem manter seu último posto de serviço público. Majores, subchefes e chefes assistentes são nomeados pelo chefe de polícia sem exame e não possuem proteção do serviço público para esses postos. Comandante de divisão e comandante de departamento são títulos não-funcionários públicos com base em atribuições. Os membros podem possuir títulos de atribuição e postos de serviço público ou nomeação. Em 4 de outubro de 2012, o chefe David Brown criou um novo posto principal entre capitão e subchefe.

## Demografia
Composição da base do DPD em 2016:
| Gênero    | 2008 | 2016 |
| --------- | ---- | ---- |
| Masculino | 83%  | 81%  |
| Feminino  | 17%  | 19%  |

| Raça/Etnia                 | 2008 | 2016 |
| -------------------------- | ---- | ---- |
| Branco                     | 57%  | 50%  |
| Afro-americano             | 24%  | 26%  |
| Hispânico                  | 16%  | 21%  |
| Outros                     | 0%   | 0%   |
| Asiático/Ilhas do Pacífico | 1%   | 2%   |
| Índio americano/Alasca     | 1%   | 1%   |